# Осада Брайзаха
Осада Брайзаха — осада протестантскими войсками крепости Брайзах, началась в мае в 1638 года и закончилась 17 декабря 1638 года сдачей крепости. До этого в военной истории было несколько неудачных попыток осады этой крепости.
Летом 1633 года шведские войска под командованием графа Отто Людвига фон Зальма осадили крепость, но осада была снята 11 октября 1633 года прибывшими имперскими войсками князя Гомеса Суареса де Фигероа численностью 26 000 человек. Крепость являлась самой сильной крепостью на юго-западе Священной Римской империи занимала важное положение на Рейне, контролируя пути, связывающие Баден с Эльзасом и Лотарингией, а также перевалочной базой для грузов из Швейцарии.
Крепость располагалась на холме, была окружена тройной стеной и глубокими рвами. На левом берегу Рейна находился каменный мост, который был сильно укреплён. Губернатором крепости был Ганс фон Рейнах.

## Предыстория
В битве при Райнфельдене командиру протестантской армии Бернхарду Саксен-Веймарскому удалось разбить имперскую армию Иоганна фон Верта. Так что он мог начать покорять города на Рейне с помощью французов, пытаясь создать новое герцогство на Рейне. 12 апреля пал Фрайбург, попытка имперцев отбить город обратно потерпела неудачу.

## Май
,В конце мая 1638 года был осажден Брайзах. Осадой руководил полковник Фридрих Людвиг Каноффски (нем.). Сам Бернхард пытался отогнать колонну, шедшую на помощь крепости. Но 19 мая колонна под командованием графа Иоганна фон Гетца (нем.) сумела подойти к крепости. Осадные войска состояли из 6000 пехоты, 5800 всадников, 400 саперов и 25 орудий. Гарнизон Брайзаха насчитывал 3000 пехоты и 150 орудий, её слабой стороной было то, что она не имела больших запасов продовольствия и потому не могла выдержать длительную осаду. 19 мая кавалерии Гетца удалось прорваться и провести в крепость 500 мешков муки. Но отряду полковника Георга Кристофа фон Таубаделя (нем.) удалось быстро ликвидировать прорыв. В конце мая защитники стали получать хлеб, транспортируемый из Базеля по Рейну.

## Июнь

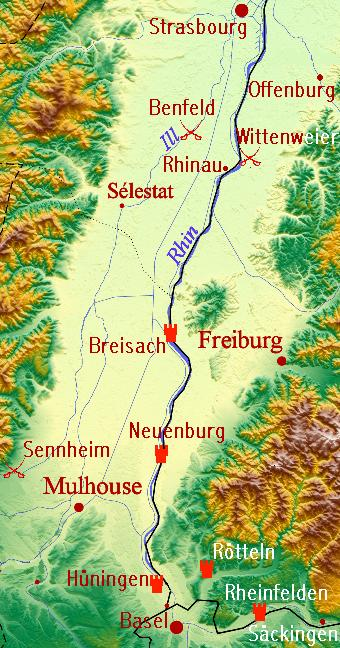
Театр военных действий с указанием основных крепостей, городов и битв

В Нойенбурге был построен мост через Рейн и на островах были построены укрепления. Для предотвращения попыток прорвать их Рейн был заблокирован цепями. Но осада продолжалась, попытка имперцев разрушить мост через Рейн брандером не увенчалась успехом. Однако 26 июня колонне из Кенцингена удалось провезти в крепость продовольствие. Это было крайне необходимо, потому что в начале июля голодные солдаты проникли на склад с продовольствием и случайно подожгли хранившийся там порох, разгоревшийся пожар уничтожил 40 домов и всю находящуюся на складе муку и порох. Попытка кавалерии захватить продовольственные склады в Эльзасе была предотвращена.

## Июль
9 июля под Бенфельдом отряд полковника Таубаделя столкнулся с семью императорскими кавалерийскими полками. Несмотря на то, что имперцев поддерживали отряды хорватов и мушкетерев, Таубадель сумел разбить их, захватив 13 знамён и свыше 1000 лошадей. Но 14 июля Бернхард Саксен-Веймарский был вынужден снять осаду Кенцингена и Оффенбурга, и 28 июля вернулся во Фрайбург. 23 июля на острове выше по течению от Брайзаха были построены укрепления.

## Август
7 августа из Оффенбурга в направлении Брайзаха вышла армия численностью в 17 000 солдат под командованием Федерико Савелли (нем.) и графа Иоганна фон Гетца с обозом, предназначенным для защитников Врайзаха. Узнав об этом, Бернгард выступил против имперцев, имея 14 000 солдат. Противники встретились у Виттенвейера; имперская армия была разбита. Только 3000 солдат из всего войска смогли собраться в Оффенбурге.
Бернгард заболел и отправился в Кольмар. Он оставил Иоганна Людвига фон Эрлаха (нем.) командовать осадной армией, а полковника Райнхольда фон Розена назначил командовать войсками прикрытия. Имперцы вновь попытались силами семи кавалерийских полков провести в крепость продовольствие, но были отбиты. Осаждающие построили над крепостью два понтонных моста и заблокировали Рейн с цепями.

## Сентябрь
Месяц был отмечен множеством мелких стычек. Хорваты пытались прорваться к крепости, но неудачно. 5 сентября к армии Розена присоединяется с большим отрядом полковник Каноффски. Ему удается в узком проходе поймать небольшой отряд из 100 человек, в ходе боя 20 из них были убиты, остальные бежали, оставив груз. На следующий день Розену удается рассеять большой отряд, имперцы потеряли 200 человек убитыми и 60 ранеными. Однако 10 сентября 300 человек вплавь через Рейн сумели достичь крепости.
22 сентября войскам протестантов в Оффенбурге удалось захватить стадо из 300 коров. В то же время около 400 хорватов захватили около 200 лошадей и скот, находившиеся в Нойенбурге. Полковник Zyllnhardt и генеральный комиссар Шафалицкий, только что вернувшийся из Базеля, попали прямиком в руки хорватов.

## Октябрь

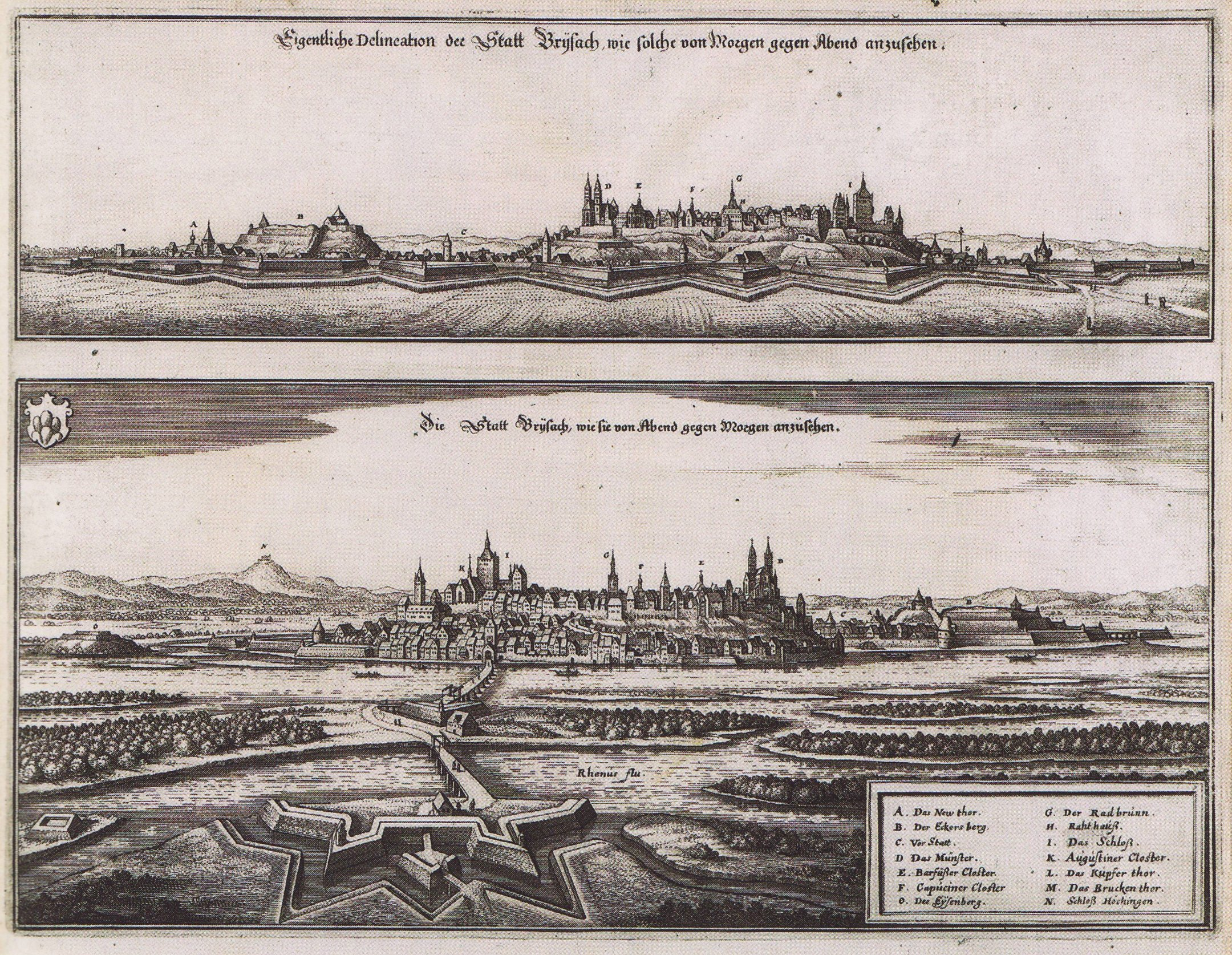
Гравюра, вид крепости Брайхан (1644 год, Маттеус Мериан)

В октябре имперсие войска пытаются прорвать осаду с двух сторон. Герцог Карл IV Лотарингский должен был пробиться к крепости с припасами из Эльзаса. В то же время вторая армия, выступившая из Гётценса, должна была атаковать укрепленный лагерь осаждающих и разорвать кольцо осады. В своей больничной койке в Кольмаре Бернхард узнал о приближающихся войсках противника. Он собрал свои войска на левом берегу Рейна и первым выступил против герцога Лотарингского, — 15 октября 1638 года имперцы терпят сокрушительное поражение (нем.) на равнинах Тана.
19 октября стремительной атакой захвачен Мюльхаузен.
Бернхар, немедля направился к Брайзаху, и в тот же день его армия была усилена французским отрядом численностью в 4000 человек под командованием лагерного маршала Гебриана. Тем временем 19 октября Иоганн фон Гетц объединившись с генералом Гийомом де Ламбуа с армией в 10 000 пехоты и 4 000 кавалерии прорываются в лагерь осаждающих, но с большими потерями они были отброшены за Фрайбург. Разругавшись, союзники расходятся — де Ламбуа отступил в Вальдкирх, а Гетц в Шаффхаузен. Бернхард послал коменданту Брайзаха предложение сдаться, но тот отказался, ответив, что если даже придется печь хлеб из дубовой коры он не сдастся. 28 октября осаждённые вынуждены были оставить флеши. 30 октября были оставлены последние внешние укрепления крепости.
В Шаффхаузене тем временем был разработан новый план. Герцог Лотарингский должен был выступить против Кольмара с 6 000 всадников. Гетцс главной армией должен был переправиться через Рейн и освободить крепость Нойенбург. Но курьеры были перехвачены, и Бернхард получил подкрепление из Франции 9 000 солдат во главе с Генрихом II де Лонгвилем. Имперцы были разбиты, Бернхард выбил Гетца назад в Вальдсхут. Узнав, что союзники разбиты, герцог Лотарингский не предпринял никаких действий, и остался на месте.

## Ноябрь
5 ноября Генрих II де Лонгвиль наносит поражение войскам генерала Савелли. Он преследует имперцев вплоть до реки Мозель. 25 ноября крепости вновь предлагают сдаться, но получают решительный отказ.

## Декабрь

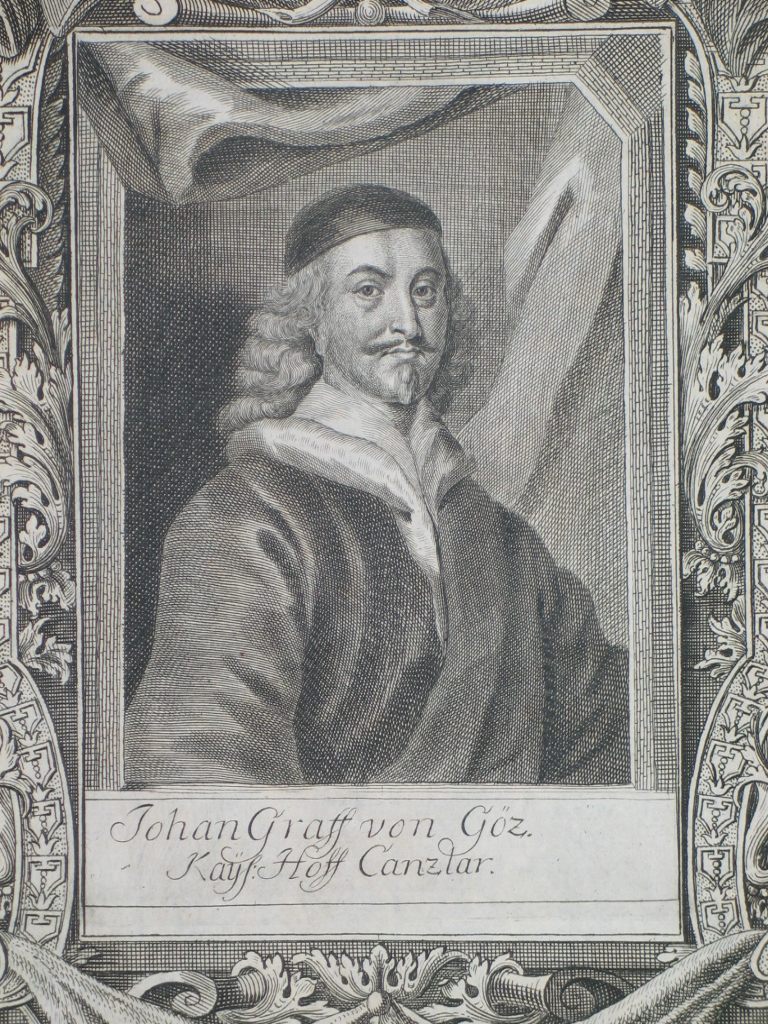
Граф Иоганн фон Гетц (1599—1645)

2 декабря вблизи Вальдсхута лагеря достиг имперский посол Филипп фон Мансфельд (нем.). Гетц был арестован и обвинен в заговоре с Бернхардом, только два года спустя обвинения были сняты. 3 декабря в крепости взорвалась пороховая башня, и в стене образовалась большая брешь. Однако по совету генерала Эрлаха Бернхард Саксен-Веймарский не дал приказа о штурме, не желая напрасных потерь.
Комендант крепости Ганс фон Рейнах начинает переговоры с генералом Эрлахом о капитуляции, так как Бернхард лежал больной в Нойенбурге. 17 декабря крепость сдалась. Когда Бернхард узнал, что его плененных солдат морили голодом до смерти, отказался подписывать капитуляцию. Однако, его офицерам удаётся изменить его решение.
19 декабря 1638 года последние 400 совершенно изможденных защитников крепости с развевающимися знаменами во главе с Рейнахом, канцлером Фолмером, и полковником Ашером покинули крепость и направились в Страсбург.
Осаждающим досталась вся артиллерия и остальное военное имущество, более 1 000 000 талеров, которые с лихвой покрыли затраты на осаду. По оценкам, протестантская армия потеряла около 8 000 солдат, имперцы лишились 16 000 солдат.

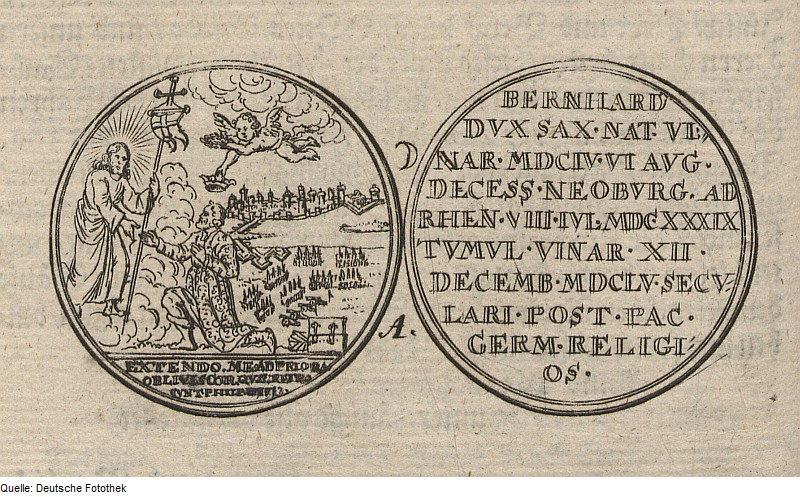
Памятная монета в честь взятия Брайзаха

## Ситуация в крепости
Из примерно 4 000 жителей к концу осады выжило только 150. Кладбище приходилось охранять, так как мертвых выкапывали и съедали. Сторожей, поставленных охранять кладбище, подкупали. Хлеб и вино стоили огромных денег, так, 3 фунта хлеба и одну меру вина можно было обменять на бриллиантовое кольцо. Цена крысы была гульден, четверть собаки стоила 7 гульденов, а шкура животного 7 гульденов. Фермеров, пойманных при попытке переправить провизию в крепость, вешали на глазах у осажденных. Особенно сильно пострадали заключенные, из которых 30 умерли с голода, и 8 были съедены.